# 三佐村
三佐村（みさむら）は、かつて大分県大分郡にあった村である。

## 歴史
1889年（明治22年）4月1日、町村制の施行により、大分郡三佐村、海原村、家島村が合併して村制施行し、三佐村が発足。旧村名を継承した三佐、海原、家島の3大字を編成。
1943年（昭和18年）4月1日、大分郡鶴崎町に編入され消滅した。
2014年現在、「三佐」は大分市内の大字ならびに町として名を残している（大字三佐・三佐1丁目〜6丁目）。
大きく分けて三佐、海原、家島の3つに分かれている。